# Подвиньтесь! Подвиньтесь!
«Подви́ньтесь! Подви́ньтесь!» (англ. Make Room! Make Room!) — антиутопический роман Гарри Гаррисона на тему исчерпания природных ресурсов и перенаселения земного шара. Опубликован в 1966 году, переведён на ряд европейских языков, в 1980 году удостоен шведской награды имени Жюля Верна. В 1966 году роман попал в лонг-лист голосования премии «Небьюла» в категории «Лучший роман», уступив «Вавилону-17» Дилэни и «Цветам для Элджернона» Киза. В 1973 году по мотивам романа был поставлен фильм «Зелёный сойлент», после чего французский и немецкий переводы выходили под этим названием.
Действие разворачивается в 1999 году в Нью-Йорке, население которого достигает 35 миллионов человек, а во всех Соединённых Штатах — 344 миллиона обитателей, страдающих от отсутствия элементарных жизненных благ, в частности, питьевой и технической воды. Повседневное выживание американцев показано через судьбы разных героев: мелкого воришки Билли Чуна, полицейского Энди и его возлюбленной Ширли, дочери бывшего апельсинового плантатора из Калифорнии. Главный герой — полицейский — позволил автору обращаться к жизни разных слоёв общества: от мафии, наживающейся на дефиците, до потомков выходцев из Азии, для которых криминал — часть повседневной жизни и способ выживания. Антиутопические картины разрушающегося Нью-Йорка соединяются в единое целое детективным сюжетом.
Критики XX века отмечали, что описанные в романе ситуации вполне вероятны в недалёком будущем, и в целом одобряли стиль и героев повествования, а читатели и обозреватели XXI века выражали полярно противоположные мнения о литературных достоинствах романа и способностях Гаррисона-футуролога. Нередко отмечалось, что ещё до конца не ясно, станет ли роман Г. Гаррисона сбывшимся пророчеством или только текстом, «выражавшим параноидальные идеи» середины XX века.

## Сюжет

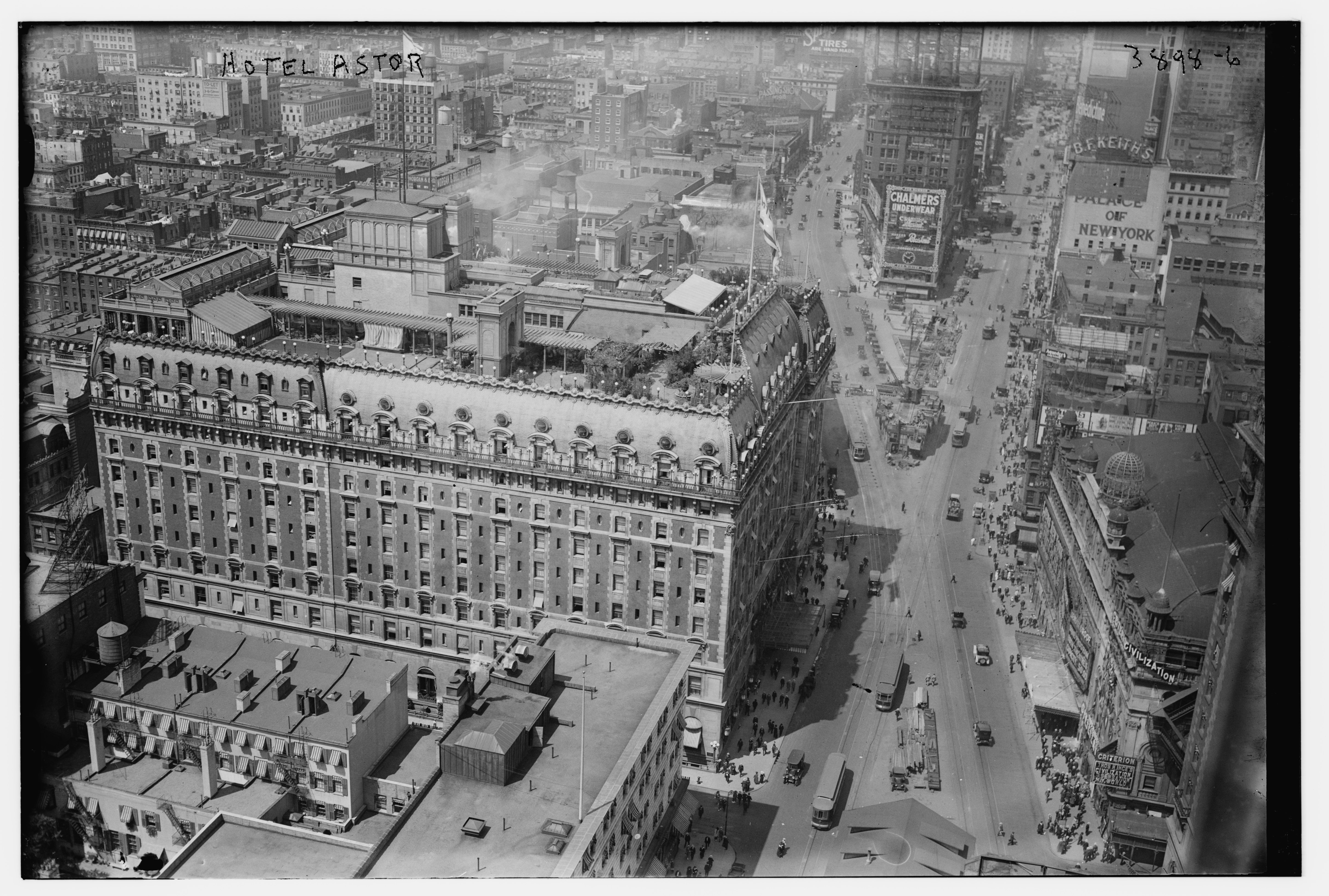
Вид на Таймс-сквер и отель «Астор». Согласно сюжету романа, именно здесь Энди в последний раз увидел Ширли 31 декабря 1999 года. В действительности отель был снесён в 1967 году

Автор посвятил роман своим детям — Тодду и Мойре — с надеждой, что «всё описанное окажется всего лишь вымыслом».
«Подвиньтесь! Подвиньтесь!» включает две части (пятнадцать и тринадцать глав; ни части, ни главы не имеют собственных названий). Действие разворачивается между 9 августа и 31 декабря 1999 года. В Нью-Йорке 35 миллионов населения, и каждый выживает как может, — иногда за чужой счёт. Транспорт не функционирует из-за отсутствия нефти и электричества, большинство людей передвигаются пешком, те, кто побогаче — на велотакси. Автомобили доступны либо военным, либо преступным элементам. Основным продуктом питания, распределяемым по карточкам, становятся крекеры из водорослей, мясо — даже собачье — предмет роскоши. Фермеры из штата Нью-Йорк подорвали водопровод, оставив огромный город без воды, и лишь несколько героев, получив наводку, успевают наполнить ванну. В романе упоминается, что Россия и Китай ведут бесконечную пограничную войну на взаимное истребление, чтобы уменьшить население, а жители Дании питаются регулярно, но отгородили свою страну от Германии бетонной стеной и отстреливают всех беженцев, пытающихся преодолеть границу.
Главный герой — тридцатилетний детектив полиции Энди Раш, который давно не понимает, зачем он служит в городе, населению которого «требуются дрессировщики». Он вынужден делить квартиру с пенсионером-инженером Солом — Соломоном Каном, который создал электрогенератор на основе велотренажёра и регулярно заряжает аккумуляторы, от которых запитаны старый холодильник и телевизор. Энди вынужден занять очередь у водоразборной колонки, где набирал воду для себя и 75-летнего Сола. Далее во время дежурства (Энди выдернули в выходной день) он разгонял митинг «Стариков» — пенсионеров, насильственно уволенных с работы. Вскоре вспыхнул стихийный бунт из-за того, что в ближайшем продуктовом магазине неожиданно устроили рекламную распродажу без нормирования чечевично-соевых стейков. Среди толпы грабителей оказался и 18-летний Билли Чун — потомок беженцев с Тайваня. В пакете оказалось пятнадцать стейков, из которых пять Билли съел, а остальное отдал китайцу-перекупщику; денег хватило, чтобы внести залог и устроиться посыльным в Western Union. Первую доставку он совершил в роскошный многоквартирный дом в Челси-парке, где обитает богатый рэкетир «Большой Майк» О’Брайен с любовницей — 23-летней Ширли Грин. Отец Ширли когда-то владел апельсиновой плантацией в Калифорнии, пока не иссякли подземные воды. Билли Чун заметил, что дверной замок не подключен к сигнализации — провода оборваны — и замыслил ограбление. При попытке преступления он убил О’Брайена и сбежал с пустыми руками. Расследованием его дела занялся Энди Раш, который влюбился в Ширли, позволившую ему целый месяц провести в квартире Большого Майка — у мисс Грин был заключён с покойным контракт. Далее она переехала в коммунальную квартиру Энди, столкнувшись с тяжёлым бытом и тем, что перегруженному работой полицейскому почти не остаётся на Ширли ни времени, ни сил. В конце концов она заводит богатого любовника.
Билли Чун вынужден перебраться в Бруклин, где поселился в брошенном автомобиле с безумцем Питером, с нетерпением ожидающим 2000 года, ибо, как он верит, тогда непременно последует конец света. Осенью Билли рискнул навестить мать и младших братьев, полагая, что полиция потеряла к нему интерес. Сосед Энди и Ширли — Сол — решился присоединиться к маршу протеста против отмены законопроекта об ограничении рождаемости. В результате разгона демонстрации пенсионер тяжело ранен, потом у него начинается пневмония и он умирает. Через несколько дней комнату Сола захватило по социальному ордеру крайне неприятное семейство Беличер, устроившее в квартире сущий ад. Энди внезапно застал Билли близ дома его матери и случайно застрелил Чуна, когда китаец начал угрожать детективу ножом. Гангстеры — коллеги О’Брайена — уже утратили к делу интерес, и Энди временно понижен до патрульного. Ширли бросила его, уйдя со всеми вещами, пока Энди не было дома.
В финале романа Энди Раш патрулирует Таймс-сквер в канун Нового года, где издали видит Ширли в компании роскошно одетых людей у отеля «Астор». Питер, не дождавшийся Армагеддона, в отчаянии кричит, что мир не может существовать вот так ещё тысячу лет. Телеэкран на Таймс-сквер извещает, что для Соединённых Штатов «год стал величайшим», и в стране проживает 344 миллиона человек.

## Литературные особенности

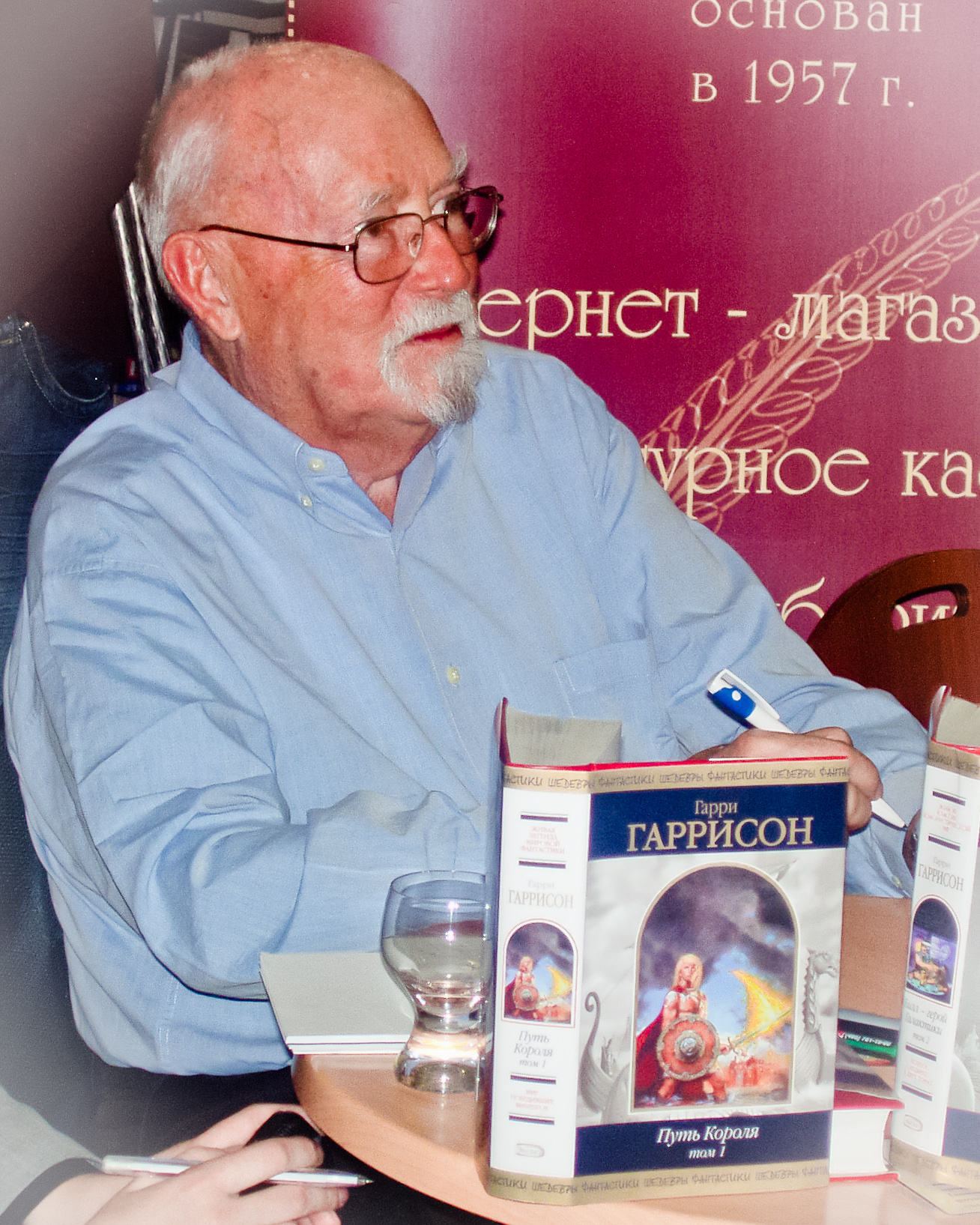
Гарри Гаррисон на презентации своей книги в Москве в 2008 году

### Авторский замысел. История создания
В нескольких интервью 2000-х годов Гарри Гаррисон утверждал, что его роман оказался первой книгой о перенаселении, опередив труды учёных и призывы публицистов. Исходный замысел был ему подсказан индийцем в 1946 году, который, рассказывая о ситуации у себя на родине, заразил американца данной проблемой, «о которой никто и не слыхал в те дни». Идея не находила реализации много лет, пока в 1960-е годы Гаррисон не вернулся к чтению литературы о перенаселении, и не осознал, что демографический взрыв не ограничивается Индией. Вызревание замысла и работа над романом заняла около восьми лет. Роман был написан во время пребывания Гарри Гаррисона в Лондоне, где и вышло издание 1966 года. К сюжетам «Подвиньтесь! Подвиньтесь!» Гаррисон обращался и позднее, переработав главу о диалоге Энди и Сола в рассказ «Соседи» (1970). Известность пришла к роману после экранизации 1973 года, и тогда автор единственный раз в своей жизни участвовал в цикле писательских лекций, организованных в Калифорнии Crosby Productions, Inc. Сохранилась рекламная брошюра, из которой следует, что тематикой лекций стал разбор фильма «Зелёный сойлент» как образа завтрашнего дня.
Автор литературной биографии Гаррисона — историк Леон Стовер, отмечал, что роман «Подвиньтесь! Подвиньтесь!» в известной мере выделялся в творческом наследии писателя. Главной задачей Гаррисона было передать авторское послание читателю; такой приём редко используется в жанровой литературе. Все условности соблюдены, и, по словам Стовера, читатель одолеет треть текста, пока не доберётся до беседы Энди и Сола на тему «Почему мир так плох?». Далее Сол разражается лекцией из 230 слов, и этот приём крайне необычен для Гаррисона — мастера острого сюжета и стремительного действия. Стовер вспоминал, что однажды Гарри Гаррисон сообщил ему, что в истории человечества было несколько важнейших событий: появление языка (выделившего человека из мира животных), затем появилась письменность как фиксация индивидуальной памяти («величайшее изобретение со времён освоения огня») и, наконец, литература. Величайшее духовное достижение человечества — это художественная литература, которая «научает, развлекая», позволяет читателю поиграть, отбросив недоверие. Чтение беллетристики «расширяет входной канал человеческого сознания».
В «пенгуиновском» издании 2008 года было напечатано послесловие Гаррисона, в котором анализировались сделанные в 1966 году прогнозы. Автор сам признал, что как прогноз роман не выдержал испытания временем, но при этом заявил, что никогда не разделял мнения, что научная фантастика предсказывает будущее. «Авторы стреляют в будущее идеями. И, как дробь, ударяющаяся о стену, некоторые попадают в цель…». Базовый постулат о неравномерности роста населения, нехватке продовольствия и потребления нефти, оказался не опровергнутым, хотя Гаррисон и «осмеливался остаться оптимистом».

### Демографическая антиутопия
Леон Стовер в биографии Гаррисона сосредоточился на исследовании фантастического допущения в «Подвиньтесь! Подвиньтесь!». Главным двигателем сюжета, согласно его мнению, является история Билли Чуна, сына гоминьдановского генерала, который не нашёл другого способа выжить, кроме как стать мелким воришкой. Протагонистом выступает полицейский Энди Раш, ибо его социальный статус позволяет активно взаимодействовать со всеми слоями общества, и через его восприятие читатели узнают предысторию перенаселённого мира. Будучи антропологом, Стовер критиковал основное фантастическое допущение: уже в 1990 году стало ясно, что Гаррисон описал не гиперпопуляцию как таковую, а только урбанистический взрыв, который на тот момент происходил в азиатских городах, особенно Токио и Калькутте, но не в Нью-Йорке. Напротив, в Нью-Йорке наблюдалась депопуляция, и основной статистический рост происходил за счёт включения в городскую черту малых городов и боро, в которых неуклонно снижалась рождаемость и сокращалось население. Коэффициент рождаемости в США в 1987 году составлял 1,7, то есть население даже не поддерживало численности за счёт внутреннего воспроизводства. Романная конструкция целиком построена на игре с гиперпопуляцией, тогда как остальные аспекты общества упоминаются вскользь: США свободны от религии и этических стандартов, которые поддерживали семью как оплот высокой рождаемости. К 1980-м годам 50 % заключаемых браков в США оканчивались разводом, а каждый пятый ребёнок рождался вне брака. Фильм «Зелёный сойлент» продемонстрировал «глупость сценариста» и голливудское злоупотребление исходным литературным материалом. Стовер полагал, что если создатели экранизации хотели примирить реалистическое изображение настоящей Америки с антиутопическим посылом романа, было бы достаточно переместить действие в Южную Калифорнию или Флориду, где стремительно смещался этнический баланс за счёт пришлого испаноязычного населения.
Исследователь Б. Шапиро-Хафид отмечал, что роман написан по мотивам популярных после Второй мировой войны опасений демографического взрыва, который должен был сильно сказаться на окружающей среде и общественных отношениях. Тематику дискуссий вокруг романа сильно исказила экранизация, которая сместила фокус от главной темы Гаррисона — политического движения за легализацию и широкую доступность контрацепции. Авторы «Энциклопедии научной фантастики» выделяли три базовых сюжета, на которых выстраивались дистопии о перенаселённом мире: истощение ресурсов, разрушение окружающей среды и социальные проблемы жизни в условиях скученности. Гаррисон сосредоточился на «душераздирающих условиях жизни» в Нью-Йорке, в котором не хватает самого необходимого. Как и все антиутопии, роман построен на шаблоне «героического приключения», но завершается в духе крайнего пессимизма: герой не находит награды, жертвы не привели к искуплению, мировое статус-кво не меняется. Брайан Олдисс назвал это «мастерским ходом», ибо к тому времени сложился жанровый шаблон, что в финальной главе должен произойти катарсис. В «Подвиньтесь! Подвиньтесь!» мир постепенно сползает к апокалипсису, и нет ни малейших сомнений, что свершится катастрофа. Роман предваряется наукообразным вступлением, в котором обрисована социальная проблема — население Соединённых Штатов потребляет гораздо больше ресурсов, нежели ему полагается в пропорции от числа жителей остальных стран. Первое издание также сопровождалось предисловием Пола Эрлиха, основателя движения Zero Population Growth, и небольшой библиографией трудов по перенаселению, которые не воспроизводились в последующих перепечатках. Роман появился в ряду нескольких демографических и экологических антиутопий, но нет никаких данных, насколько «Подвиньтесь! Подвиньтесь!» определил (и оказал ли вообще хоть какое-то влияние) на отношение общества к регулированию рождаемости. В XXI веке контроль рождаемости и перенаселение перестали быть социальной проблемой для западного мира.
Английский историк и политолог Грегори Клэйс отмечал, что бурное развитие постапокалиптического жанра началось в условиях Холодной войны и быстро привело к созданию поджанров, эксплуатирующих самые разные страхи — от советского вторжения до диктатуры медицинской олигархии, сросшейся с государственной бюрократией и крупным капиталом. «Подвиньтесь! Подвиньтесь!» Клэйсом характеризовался как натуралистическая хроника. Каталонский социолог Андреу Доминго и Вайс предложил понятие демографической антиутопии (демодистопии), которое рассматривал как обозначение реально существующего литературного поджанра (впервые его существование показал голландский демограф Антон Кёйстен, использующий термин Demografiction). Если антиутопия (первым её эталоном является «Когда Спящий проснётся» Уэллса) представляет «версию ада как возможного будущего всего человечества», то авторы демодистопий выдвигают на первый план общественные проблемы, спровоцированные демографическими изменениями. Этот поджанр появился после Второй мировой войны и базировался на трёх основных посылках: страхах перед катастрофическим сокращением населения, катастрофическим переизбытком населения и перед глобальным заговором, направляющим демографические процессы не в ту сторону. В классических антиутопиях, осуждавших тоталитарные идеологии и общественные эксперименты, демографическая тема неизменно присутствовала в контексте актуальных для первой трети XX века демографических стратегий: евгеники и пронатализма. После Второй мировой войны и оформления на Западе государства всеобщего благосостояния оформился общественный страх перед последствиями демографического взрыва, а взгляды специалистов и публицистов быстро поляризовались как «мальтузианские» и «девелопменталистские». Страхи подпитывались статистикой: в период 1950—1975 годов темпы роста мирового населения достигли своего максимума — 2 % в год, чему способствовали как развитые страны, переживавшие бэби-бум, так и развивающиеся страны, где быстро снижалась смертность. В 1968 году биолог Пол Эрлих опубликовал книгу «Демографическая бомба», в которой доказывал, что неминуемая катастрофа из-за перенаселения начнётся уже в следующем десятилетии. Книга сделалась бестселлером, заложив важный тренд в мировом общественном мнении. Одной из составляющих плана спасения Эрлиха была широкая литературная пропаганда; не случайно он написал предисловие к «Подвиньтесь! Подвиньтесь!».

### Поэтика антиутопии-детектива
Историк культуры Брайан Айрлэнд подчёркивал, что «Подвиньтесь! Подвиньтесь!» целиком и полностью остался в своей эпохе. Послевоенная американская фантастика была пронизана дидактизмом и предназначалась для того, чтобы в увлекательной форме наставлять читателей по широкому кругу моральных, политических и социальных вопросов. Антиутопические сюжеты широко использовались как своего рода молитва об избавлении: «то-то и то-то должно быть сделано в настоящем, чтобы избежать будущего». Кингсли Эмис назвал своё исследование антиутопий «Новые карты ада», ибо фантастические миры представляли широкий спектр моделей вымышленных обществ. Б. Айрлэнд подчёркивал, что «Подвиньтесь! Подвиньтесь!» представляет сугубо американский страх перенаселения, а также противостояния города и сельской округи. Ядерная бомбардировка Хиросимы и Нагасаки породила религиозный в своей основе страх перед способностью человечества уничтожить себя и окружающую среду. В американских СМИ 1945 года радость от поражения серьёзнейшего противника быстро нивелировалась осознанием того, что «если японские города можно было уничтожить так легко и быстро, то и американские тоже может постигнуть такая же участь». В 1963 году глобальное население превысило 3 млрд человек, что вызвало новый страх, сможет ли планета прокормить такое количество людей. Это была инверсия мифа о фронтире: если в 1801 году Томас Джефферсон утверждал, что места в США хватит до «тысячного поколения наших потомков», то уже в 1893 году Фредерик Джексон Тёрнер напоминал, что США достигли своих пределов, и население составляет два человека на квадратную милю. Впрочем, страхи о перенаселённости высказывались ещё во времена Джефферсона. Это накладывалось на миф о сельской Америке, который активно конструировал и продвигал именно Томас Джефферсон, полагая, что демократические ценности будут защищаться, отстаиваться и подкрепляться добродетелями и честностью трудолюбивых фермеров. Городские элиты, согласно его мнению, транслируют европейскую модель классового разделения с неизбежными антагонизмом и коррупцией, нетерпимыми в Новом свете.
Брайан Айрлэнд признавал «Подвиньтесь! Подвиньтесь!» наивысшим достижением Гаррисона как писателя. Он использовал стандартный для антиутопического жанра метод, усиливая и доводя да абсурда конкретные проблемы реального мира для создания картины максимально неблагополучного, но притом узнаваемого общества. Отнесение времени действия к 1999 году (через поколение от времени публикации) заставляло читателей поверить, что будущее общество является реальной возможностью, а не полётом фантазии. США у Гаррисона вполне узнаваемы, и антиутопический аспект глобальнее, чем, например, у Оруэлла: вина за каждодневный кошмар лежит не на властолюбивой элите, а на самом человечестве, которое не ведает, что творит, и не приемлет никакой ответственности за собственные действия. Для демонстрации последствий служат многочисленные бытовые сцены: вода доступна из уличных гидроколонок, по талонам выдаётся отвратительный фальсификат из морских водорослей и планктона, а чечевично-соевые стейки (названные в тексте Soylent Green) представляются чуть ли не верхом роскоши. Только очень богатые люди могут посещать мясные магазины, которые охраняются вооружёнными громилами. Даже элементарные предметы становятся дефицитом: Энди рассуждает, что у него совсем тупая бритва, но рассчитывает купить новую не раньше осени. Электричество подаётся только время от времени, и больной Сол, не имеющий сил спуститься с канистрой к гидроколонке, крутит педали велотренажёра, чтобы функционировал холодильник, и нагревает воду для мытья и стирки на солнце. В таком мире люди страдают от болезней, которые в 1966 году зарабатывали обитатели самых бедных стран — включая разные формы авитаминозов. Энди описан как жертва крахмалистой диеты: у него плохие волосы, бледная кожа, и брюшко при выступающих рёбрах. Эти подробности должны были шокировать американских читателей 1960-х годов, многие из которых появились на свет в результате беби-бума и привыкли к неограниченному потреблению

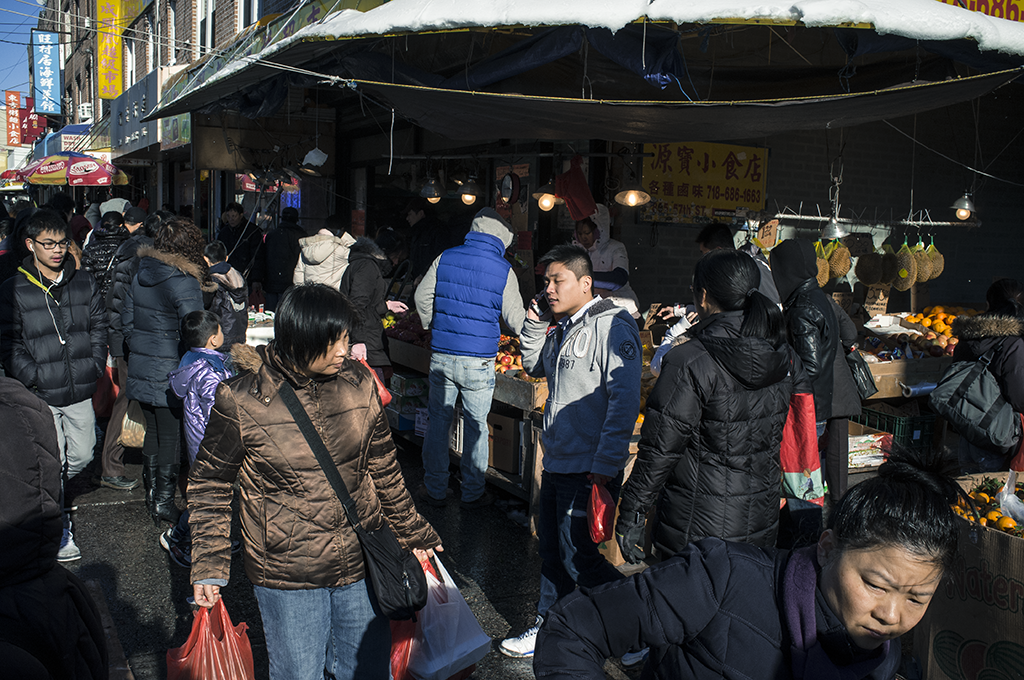
Сцена в бруклинском Чайна-тауне на фото 2013 года

Сюжет в романе выстраивается по жанровым лекалам детектива, что позволяет поддерживать интерес читателя, вовлекая его в действие. Фигура полицейского следователя Энди Раша позволяет знакомить читателя со всеми уровнями иерархического общества и его типичными представителями. Во второй части романа на первое место выходит не расследование убийства, а обстоятельства, которые свернули человечество на антиутопический путь. Образ 75-летнего Соломона Кана служит для связывания картин антиутопического будущего с собственным миром читателя: резонёр Сол способен выразить словами то, что утратили его молодые современники. Он ещё помнит вкус доступной всем натуральной пищи, использует старомодный сленг, который мало кто понимает, и все недоумевают из-за его горячности по поводу ограничения рождаемости, ибо появились на свет в совершенно иных социальных условиях. Сол — якорь прошлого и проводник авторских идей. Литературная техника такого типа может быть обозначена как вынесение на место протагонистов и антагониста самой картины мира. Детективная канва условна: читатель с самого начала знает причину и виновника убийства, то есть полностью сведена на нет загадка расследования. Следствие заменяется охотой на человека (детектив Раш цинично называет число убийств, совершаемых в городе за день, и говорит, что расследование ведётся только из-за давления высокопоставленных подельщиков О’Брайена). Энди в финале спонтанно и непреднамеренно убивает Билли Чуна, а подельщики Большого Майка потеряли интерес к делу. Детективная линия носит сугубо технический характер: она призвана приводить в движение сюжет, а также позволяет показать персонажей в разных ситуациях и их психологические реакции. В финале читателю нечем утешиться: Сол умирает от пневмонии, Энди понижают в звании до уличного патрульного, Ширли уходит от него к некоему богатею. Образ Билли Чуна, вызывающий нападки некоторых критиков за расизм, также работает на сюжетную конструкцию: после Корейской войны множество американцев воочию увидели перенаселённые азиатские страны, что накладывалось на традиционные расовые стереотипы. Предыстория и социальное окружение 18-летнего китайца показаны подробно, явно наводя на мысль, что Билли стал преступником потому, что окружающие его люди насквозь криминализированы. В конце концов он даже и не помышлял убивать крайне неприятного О’Брайена, — профессионального преступника по убеждению и собственному выбору. Билли Чун иллюстрирует авторский тезис, что человечество погубит перенаселение и гиперпотребление, и читателя явно ориентируют сочувствовать Билли, а не обвинять его. При всём при этом Б. Айрлэнд считал «Подвиньтесь! Подвиньтесь!» оптимистическим по тону произведением, ибо Гаррисон уважал своих читателей, полагаясь на их разумность, способную отреагировать на предупреждение.

## Критическое восприятие

### Шестидесятые годы
Писательница Джудит Меррил в одном из первых отзывов на роман отмечала, что книга динамичная и предлагает «свежий взгляд» на проблему перенаселения. Само по себе фантастическое допущение названо «шатким», и добротность сюжета не спасает от слабой концовки; впрочем, основная «начинка» книги достаточно качественна, чтобы нивелировать сомнения в основной предпосылке повествования. Стиль книги стандартный для Гаррисона, напоминая роман-катастрофу «Чума из космоса». Фил Малдони, главный редактор журнала Британской ассоциации научной фантастики «Вектор», отмечал, что роман вызовет шок у читателей, ассоциирующих фамилию Гаррисона с остросюжетными фантастическими циклами «Мир смерти» и «Стальная крыса». Это почти документальное, подчёркнуто суровое повествование, лишённое счастливого конца; оно вызывает вопросы, в частности, не ошибся ли Гаррисон, выставив на первый план авторское послание, и подчинив ему главную — развлекательную — задачу жанровой литературы. «Возможно, именно это сделало книгу хорошей». Сюжет увлекательный, а главным героям — Энди Рашу и Ширли Грин — можно сочувствовать, они полнокровны, как и несколько второстепенных персонажей. Монологи Сола заставляют поверить, что история следующих тридцати лет пойдёт именно в указанном направлении. Тяжёлое впечатление производит то, что жизнь героев совершенно бесцельна, и это не мотивировано сюжетом. Энди выполняет тяжёлую и неблагодарную работу, но упорно её тянет и даже почти не жалуется; он совершенно не похож на «служаку-копа» из бульварных детективов. Когда Ширли Грин уходит с Энди, а затем от него, это явно недостаток авторской проработки их характеров и отношений. Роман в строгом смысле не является фантастическим, ибо далеко не каждое повествование, разворачивающееся в будущем, относится к фантастике. «Хотя было бы печально, если бы такой хороший роман не достиг целевой аудитории из-за лейбла „НФ“». Писатель и критик Питер Скайлер Миллер (Analog Science Fiction and Fact) соглашался с тэглайном на обложке, что роман посвящён реалистическому описанию жизни в 1999 году. Более того, он не нашёл в романе и стереотипов жанра демографической антиутопии; книга основана на экстраполяции, которую писатель серьёзно транслирует своим читателям. К книге приложен полуторастраничный список для самостоятельного чтения. П. Миллеру понравился и авторский посыл: цивилизационная структура стала настолько сложной и одновременно хрупкой, а люди настолько от неё зависимыми, что «малейший дисбаланс спровоцирует крах и крушение всего». У такого романа не может быть счастливого конца. Он заключил: «Если ваши друзья жалуются, что научная фантастика — это литература для мечтаний эскапистов, дайте им этот роман».
Писатель и критик Роберт Туми начал свой обзор с констатации, что главным героем романа Гарри Гаррисона является Нью-Йорк, в этом отношении «Подвиньтесь! Подвиньтесь!» сопоставим со «Стальными пещерами» Азимова. В городских декорациях развёртывается драма жизни, любви, смерти, убийства и выживания. Автор явно настраивал читателя на серьёзное восприятие истории, что удостоверяется и библиографией в конце книги: человечество достигло точки насыщения, когда малейший сбой в налаженной системе вызовет обрушение цивилизации. Стиль книги назван приятным и лёгким для чтения, плавным и ненавязчивым, без занудства и лишних словесных нагромождений, но при этом реалистичным. По мысли Р. Туми, «Гаррисон отмеряет свой текст микрометром и никогда не высказывается больше или меньше, чем намеревался высказаться». Жанровые штампы почти незаметны. Единственным серьёзным сюжетным упущением названо то, что в обстановке жары, нищеты, антисанитарии и перенаселённости и разрушения социальных институтов, в том числе доступного здравоохранения, в городе должны свирепствовать эпидемии. Однако об этом ничего не говорится и данная сюжетная возможность игнорируется. Равным образом, недостаточно прописана психология Энди Раша: его работа тяжела и плохо оплачивается, его регулярно унижает начальство, но он продолжает тянуть лямку, хотя мог бы устроиться телохранителем, охранником в трудовом лагере или просто сидеть на пособии. Никаких обоснований такого положения главного героя автор не предоставляет читателю. Не понравились рецензенту и нападки на католиков и законодателей, ибо совершенно очевидно, что вменяемые церковные и светские власти сами начали бы проводить более реалистичную политику, не доводя до той ситуации, которая описана в романе. Она, несомненно, никогда не произойдёт (хотя очень много параллелей можно отыскать во время нью-йоркского блэкаута 1965 года). Тем не менее произведение признано качественным, таким, которое заставляет читателя понять, что́ каждый член общества сможет сделать для своего спасения.

### XXI век
Пол Кокберн в рецензии 2008 года задавался вопросом, что именно делает классическим научно-фантастический текст. В плане литературного мейнстрима обычно подразумевается, что классические тексты — это эталоны литературного качества, что касается и содержания, и стиля. Отчасти это вопрос культуры: «классические произведения знают и узнают, хотя мало кто на самом деле их читает». Эти определения подходят и для фантастических книг, хотя и не в случае «Подвиньтесь! Подвиньтесь!». Роман назван одновременно «серьёзным и страстным», хорошо написанным триллером-детективом, который кажется исключением в творческом наследии Гаррисона, завоевавшего известность как автор юмористической фантастики. В содержательном отношении критик XXI века отметил, что роль фантастики как инструмента предсказания чрезмерно переоценена, однако как литературное произведение роман Гаррисона вполне актуален для современного мира. История полицейского детектива Энди Раша Кокберном характеризовалась как душераздирающая, именно глазами Энди автор смотрит на реалии мира, исчерпавшего свои ресурсы и уничтожившего окружающую среду. То есть читатель 2008 года воспринимает роман не как предсказание того, что могло бы произойти, а как средство представить, каково было бы жить в таком мире. Мир Гаррисона страшен и грязен, подан необычайно эффектно, а фокус авторского видения легко переключается от одного персонажа к другому, постепенно выстраивая целостное повествование и демонстрируя жизнь всех социальных слоёв — от самого городского дна до богатеев и мафиозо. Даже эпизодические персонажи выписаны выпукло и полнокровно, хотя и с предельно мрачной позиции. Тема апокалиптического Нью-Йорка, поражённого социальным распадом и преступностью, нередко использовалась в художественной и документальной литературе 1960-х годов. На фоне подобной литературы образы города в «Подвиньтесь! Подвиньтесь!» отличаются взвешенностью, а полемическая острота берёт верх только в монологах Сола. Этот персонаж служит рупором авторской идеи: «…Делать что-то означает, что люди должны меняться, прилагать усилия, использовать свои умы, а это то, что большинству делать не нравится». В романе рассматриваются вопросы, которые были животрепещущими для общества в 1966 году, — и остались актуальными и интересными и для читателей, живущих спустя полвека. Именно это и позволяет причислить роман к подлинной классике научной фантастики.
Грэм Слайт в ретро-рецензии журнала Locus выделял два канонических текста в поджанре антиутопии о перенаселении. Одним из них является «Всем стоять на Занзибаре», но его известность не выходит за узкие круги фэнов и знатоков фантастики; напротив, своей известностью «Подвиньтесь! Подвиньтесь!» обязан фильму «Зелёный сойлент», от сценария которого роман Гаррисона сильно отличается. В романе доминирует «сухая проза», которой хорошо соответствует собственный стиль Гаррисона: экономный, лишённый литературных красот и с уместными юмористическими вставками. Главным предметом повествования является способ выживания человечества в перенаселённом мире. Демографическое давление в условиях недостатка ресурсов разрушает общественные структуры, из-за чего насилие и воровство пронизывает все слои общества. Гаррисон совершенно прав, сделав главным героем именно полицейского: правоохранители оказались на переднем крае битвы за поддержание хотя бы какого-то порядка, или, по крайней мере, точечного исполнения законов. Энди тратит все свои силы на заведомо проигранную битву, ибо сам прекрасно осознаёт, что ситуация никогда не станет лучше. Г. Слайт отметил, что меланхоличный тон романа «вопиет», ибо каждый из его героев пытается обратить на себя внимание и хочет быть услышанным. «Нью-Йорк и так достаточно безумный город, а Гаррисон приглашает посмотреть, насколько хуже он сможет стать». Энди в финале успокаивает фанатика Питера, не дождавшегося Дня Гнева: нет высшей силы, обещающей успокоения и хоть сколько-нибудь приемлемого выхода. Книга описывает ужасающую ситуацию, не неся никакого дидактизма. Роман и в 2010 году демонстрирует, насколько современными являются проблемы, в нём затронутые: в мире множество городов, в которых творится примерно то же, что и в романном Нью-Йорке.
В XXI веке книжные обозреватели нередко отмечали, что ещё до конца неясно, станет ли роман Г. Гаррисона сбывшимся пророчеством или только текстом, выражавшим параноидальные идеи середины XX века. Канадский независимый обозреватель фантастики Джеймс Николл в 1999 году заново провёл критическое рассмотрение романа в год его действия. «Подвиньтесь! Подвиньтесь!» включает две сюжетные линии: одна связана с Билли Чуном, вторая — с Энди Рашем. Сол играет в повествовании сугубо техническую роль, даже его умирание необходимо, чтобы произнести «обязательный монолог, в котором разъясняется, о чём эта книга». Подобный персонаж — старый резонёр, присутствует и других образцах жанра демографической антиутопии, таких как «Всем стоять на Занзибаре» и «Овцы смотрят вверх». Нападки Сола на католицизм легко опровергаются статистикой: Франция, в которой католическая церковь продолжает оказывать существенное влияние на население, более столетия находится в демографической депрессии, то есть не имеет возможности воспроизводить собственное население («Я не могу себе представить, как этот факт мог быть упущен Солом»). Тем не менее Дж. Николл заметил, что книгу слишком легко критиковать, и это будет актом вопиющей несправедливости. Прогнозы, заявленные в романе, оказались полностью неверными, однако множество других фантастических допущений, например, появления в 1990-е годы сверхсветовых звездолётов, вообще ни на чём не основывались. Гаррисон не пытался строить рационального прогноза в художественной форме, он играл в игру «а что, если». Большим достоинством романа является то, что повествование ведётся от лица обыкновенных людей с улицы, что редко встречается в фантастической литературе. В этой книге нет супергероев, меняющих мир, персонажи едва в состоянии контролировать собственное существование, и выбор перед ними встаёт между плохим и худшим. К числу недостатков относятся этнические стереотипы: Гаррисону «явно не нравятся китайцы, французы и католики, а также многодетные семьи». Кроме того, в мире 1999 года поразительно мало инноваций: кроме новой разновидности колючей проволоки, технологии неотличимы от того, что было в 1966 году («изобретательные люди нашли бы способы справиться с проблемами этого 1999 года, подрывая авторскую посылку»). Вывод Николла таков: «Подвиньтесь! Подвиньтесь!» — сильно устаревший образец НФ «невежественной и расистской эпохи». Как и во всех произведениях второго и третьего ряда, в книге можно найти некоторые достоинства, и в целом она годится для времяпрепровождения.
Во время коронавирусной эпидемии обозреватель The Guardian Сэм Джордисон напоминал читателям, что самые душещипательные прогнозы Гаррисона к 1999 году так и не оправдались, а чтение романа во время пандемии стало «бодрящим опытом». Однако читатель 2020 года увидел в романе и нечто иное: «Подвиньтесь! Подвиньтесь!» пронизан духом «беспокойства, стресса и, что ещё хуже, беспомощности» и Джордисон «желал, чтобы эмоции персонажей не казались такими знакомыми».

### Экранизация и литературный прототип
Фильм «Зелёный сойлент», поставленный в 1974 году, понравился журналисту Сэму Джордисону больше, чем книга, хотя он и оговаривал особо, что сопоставление литературы и кинематографа некорректно. «Чтение „Дэвида Копперфильда“ займёт двадцать часов, растянутых на недели или даже месяцы, и оно определённо отличается от просмотра экранизации Армандо Ианнуччи, хотя я очень рад, что существуют оба, потому что они оба доставили мне много радости». Однако у романа Гаррисона слишком много недостатков, и прежде всего — крайне неопределённый финал, который совершенно не отвечает началу, выдержанному в духе «постапокалиптического нуара», а сквозь проповеди о контрацепции и перенаселении приходится продираться. При этом ключевые сюжетные узлы в «Зелёном сойленте» восходят именно к литературному прототипу, хотя сам Гаррисон иронизировал, что картина «временами имела слабое сходство с книгой» (ему не понравилась идея о переработке истощённых людей в продукты питания — в «них слишком мало мяса»). По мнению С. Джордисона, в фильме множество узнаваемых моментов из романа — очередь к гидроколонке, продовольственный бунт и коммунальный быт, где посреди комнаты Сол (это последняя роль Эдварда Робинсона) яростно крутит педали своего генератора-велотренажёра. Герой Чарлтона Хестона получил другое имя — Фрэнк Торн (вместо Энди Раша). Пенсионер-философ Сол (в фильме его фамилия Рот) в киноверсии не произносит яростных филиппик: ключевая сцена, где он тихо плачет от воспоминаний о навсегда утраченных красотах природы, снималась в тот день, когда актёру поставили диагноз о неизлечимой форме рака, и Э. Робинсон не сообщил ничего коллегам по съёмочной площадке. Именно после смерти Сола в больнице Торн узнаёт, что тело будет отправлено на переработку для выработки сойлента. По мнению Джордисона, сценарист усилил драматургию Гаррисона, а то, что кинообразы далеки от литературных, является достоинством, а не недостатком.
В немецкой рецензии Петера Остерида также подчёркивалась разница между литературным первоисточником и сценарием фильма, к которому Гарри Гаррисон не имел никакого отношения. В киноверсии остался только антураж, в который была добавлена каннибальская сущность зелёного сойлента, поменялись имена главных героев и появилась патетическая сцена смерти Сола Рота, который по воле сценаристов сделался профессором, а не отставным военным инженером. Появился новый главный негодяй — Уильям Р. Симонсон, член правления корпорации Soylent, вообще не имевший в романе аналога. В оригинальном тексте «Подвиньтесь! Подвиньтесь!» упоминался коррумпированный судья Сантини; в фильме его фамилия перешла мэру Нью-Йорка. Бельгийский политический аналитик и обозреватель фантастики, выступающий под псевдонимом Николас Уайт, отметил, что прочитал роман позже, чем увидел фильм, и пришёл к выводу, что антиутопический мир передан в романе убедительнее, а сюжет интереснее. Несмотря на репутацию Гаррисона как «не особенно глубокого развлекателя», на поверку оказывается, что жизнь в Нью-Йорке 1999 года безнадёжнее, чем в киновоплощении, хотя это «намного более разнообразное место», а «государство менее бесчеловечное, но и общество хуже». Характер Ширли в книге раскрыт глубже, чем в фильме; в итоге оказалось, что «в книгах Гаррисона можно отыскать настоящую душу и сердце».
В рецензии на французский перевод 1974 года, вышедший под названием «Зелёный сойлент», Дени Филипп отмечал, что зрители фильма Ричарда Флейшера «будут удивлены, прочитав книгу с тем же названием». Они не найдут в литературном первоисточнике ни одной из патетических, «слёзовыжимательных» сцен, не говоря о полном отсутствии упоминаний о чудо-бисквитах Soylent Green. Собственно, издание романа Гарри Гаррисона было предпринято «в последнюю минуту, чтобы извлечь выгоду из успеха фильма» во Франции. В отличие от творения сценариста Стэнли Р. Гринберга, сюжет романа гораздо более фрагментарный, а драматургия создаёт у читателя книги ощущение «сладкой горечи». По мнению Д. Филиппа, роман «лучше передаёт тон ежедневной агонии конца века, переданной через мелкие, но значимые детали». Литературная сторона романа не вызвала восторга рецензента, который счёл, что аналогичные сюжеты лучше удавались Балларду, а проза Гаррисона «скучная и вымученная». Дени Филипп обратил внимание на крупную ошибку автора: упомянутое им число ежедневных убийств в Нью-Йорке было существенно превышено в реальности в год публикации французского перевода. Роман достоин прочтения из-за его тематики: нормальный читатель получит «лёгкое мазохистское удовольствие». Напротив, рецензент французского издания 2014 года Филипп Булье (он обозревал новый перевод Себастьена Гийо) заявил, что успех фильма полностью затмил роман, по мотивам которого он был снят. Во Франции полностью позабыли оригинальное название книги, что нелепо, ибо никакого зелёного сойлента из человечины не существовало в литературном мире Гарри Гаррисона. Перенаселённый Нью-Йорк 1999 года более камерный: расследование Энди не приведёт к шокирующему открытию глобального заговора, да и само расследование не является стержневым элементом сюжета, хотя и сопровождает всё действие романа. Гаррисону намного интереснее описывать жалкую повседневность персонажей: кошмарную погоду, коммунальный быт, дефицит воды и продуктов. Роман безнадёжно устарел в плане фантастического допущения и жарких дискуссий о контрацепции и контроле рождаемости (в 1966 году, когда только создавался роман, в США были запрещены аборты, а противозачаточные средства отпускались по рецепту только замужним женщинам). Французский блогер-обозреватель XXI века рассматривал роман Гаррисона как одновременно классический триллер (полицейский расследует убийство гангстера) и футуристическую антиутопию («помидоры заменены крекерами из водорослей»). Детективная линия лишена глубины, но заставляет читателя заинтересоваться: «Очевидно, что это всего лишь предлог, популярный литературный приём для решения серьёзных глубинных проблем». Главным в романе являются антиутопические описания, а проповеди Сола завораживают визионерским размахом. В то же время читатель, который обратился к роману после фильма (а французский перевод издавался только как «Зелёный сойлент»), будет разочарован отсутствием главной драматической интриги с переработкой людей на пищевые брикеты. При этом в тексте можно найти упоминание — в буквальном смысле одной строкой — о попытках правительства избавиться от лишних людей. «Экранизация включала кульминацию, ужасное откровение, на которое сам Гаррисон так и не осмелился». Если фильм сильно устарел, в первую очередь из-за духа китчевых 1970-х, то оригинальный текст «Подвиньтесь! Подвиньтесь!» выдержал проверку временем.

## Издания
Роман «Подвиньтесь! Подвиньтесь!» был опубликован в твёрдом переплёте в 1966 году издательством Doubleday, и одновременно выпускался в журнале Impulse (номера за август, сентябрь и октябрь). Первоиздание имело подзаголовок «Реалистический роман о жизни в 1999 году». Первое издание на немецком языке вышло в 1969 году под названием «Нью-Йорк, 1999» (повторено в 1999 году), но издание 2013 года вышло под названием «Зелёный сойлент», как в кинофильме. Переводы на итальянский (1974), испанский (1976), португальский (1986), русский (1991 и 1993) и венгерский (2008) языки выходили под оригинальным названием. Нидерландский перевод 1976 года назывался «1999 год».
- Harry Harrison. Make Room! Make Room!. — New York : Doubleday, 1966. — 216 p.
- Harry Harrison. Make Room! Make Room! / Cover art by Alan Aldridge. — New York : Penguin Books, 1967. — 224 p.
- Harrison, Harry. Make room! Make room! : Now filmed as Soylent Green. — Harmondsworth : Penguin, 1973. — 223 p. — ISBN 0-14-002664-9.
- Гарри Гаррисон. Подвиньтесь! Подвиньтесь! Роман, перевод В. Супруна // Тревожные колокола. — Новосибирск: Изд-во Новосибирского университета, 1991. — 416 с. — С. 3—204. — ISBN 5-7615-0102-3. — 100 000 экз.
- Гаррисон Г. Подвиньтесь! Подвиньтесь! : роман / перевод П. Жукова, С. Хренова. — Рига : Полярис, 1993. — С. 5—228. — 434 с. — (Миры Гарри Гаррисона. Книга 6). — 100 000 экз. — ISBN 5-88132-040-9.
- Гаррисон Г. Пленённая Вселенная; Подвиньтесь! Подвиньтесь! : [пер. с англ.] / Худож. И. Варавин. — Москва : ЭКСМО-пресс, 1998. — 438 с. — (Стальная крыса). — ISBN 5-04-001019-2.
- Гаррисон Г. Подвиньтесь! Подвиньтесь! : романы / Пер. с англ. П. Жукова, С. Хренова, А. Иорданского. — Санкт-Петербург : Азбука, 2016. — 605, [2] с. — (Звезды мировой фантастики). — ISBN 978-5-389-10238-5. — 3000 экз.
- Гаррисон Г. Пленённая Вселенная ; Подвиньтесь! Подвиньтесь! // Выбор по Тьюрингу / Пер. с англ. А. Александрова и др. : фантастические произведения. — Москва : Эксмо, 2009. — 732, [2] с. — (Весь Гаррисон)(Отцы-основатели = Sci-Fi Foundation). — ISBN 978-5-699-36555-5.

### Рецензии
- Cockburn Paul F. Review: Make Room! Make Room! by Harry Harrison :  [англ.] // Interzone. — 2008. — No. 216 (June). — P. 53. — ISSN 0264-3596.
- Erwelyn. Harry Harrison. Soleil Vert (Make room ! make room ! 1966) (фр.). J'ai Lu - Nouveaux Millénaires (22 февраля 2022). Дата обращения: 19 июня 2025. Архивировано 26 января 2025 года.
- Kat. An Overpopulated New York: “Make Room! Make Room!” by Harry Harrison (амер. англ.). Thornfield Hall. A Book Blog (22 октября 2024). Дата обращения: 18 июня 2025. Архивировано 19 июня 2025 года.
- Merrill J. Books :  [англ.] // The Magasine of Fantasy and Science Fiction. — 1967. — Vol. 32, no. 2, № 189 (February). — P. 29.
- Muldowney P. Make room! Make room! by Harry Harrison // Vector : The official Journal of the British Science Fiction Association. — 1967. — № 46 (сентябрь). — P. 22—23.
- Nicoll, James. Millennial Reviews XXXIV: Make Room! Make Room! by Harry Harrison (1966) (англ.). James Nicoll Reviews (17 февраля 2000). Дата обращения: 19 июня 2025. Архивировано 15 июня 2024 года.
- Miller P. Schuyler. The Reference Library :  [англ.] // Analog Science Fiction -> Science Fact. — 1967. — Vol. LXXIX, no. 3 (May). — P. 159.
- Paul. Review of Make Room! Make Room! by Harry Harrison (англ.). SF Bookshelf, reviews of science fiction books and short stories (2004). Дата обращения: 19 июня 2025. Архивировано 11 ноября 2024 года.
- Philippe D. Revue des livres: [SOLEIL VERT par Harry Harrison] :  [фр.] // Fiction. — 1974. — № 251 (novembre). — P. 179—180.
- Róisín. Book Review – Make Room! Make Room! by Harry Harrison (англ.). The Resting Willow Blog (1 октября 2022). Дата обращения: 19 июня 2025. Архивировано 7 июня 2023 года.
- Self, John. Harry Harrison: Make Room! Make Room! (англ.). Asylum (6 февраля 2009). Дата обращения: 19 июня 2025. Архивировано 8 июля 2024 года.
- Silver, Steven. The Golden Age of Science Fiction: Make Room! Make Room!, by Harry Harrison (амер. англ.). Black Gate: Adventures in Fantasy Literature (18 ноября 2019). Дата обращения: 19 июня 2025. Архивировано 8 февраля 2025 года.

### Монографии и статьи
- Domingo, Andreu. Demodystopias’: Prospects of Demographic Hell // Population and Development Review. — 2008. — Vol. 34, no. 4. — P. 725—745. — JSTOR 25434737.
- Claeys G. Dystopia: A Natural History : A Study of Modern Despotism, Its Antecedents, and Its Literary Diffractions. — Oxford : Oxford University Press, 2017. — 556 p. — ISBN 978-0-19-878568-2.
- Ireland B. ‘The Wretched Refuse of Your Teeming Shore’: Overpopulation and Social Breakdown in Harry Harrison’s Make Room! Make Room! // Dystopia. — Ipswich, Mass. : Salem Press, 2013. — P. 142—159. — xii, 292 p. — ISBN 978-1-4298-3733-0.
- Pringle D. Make Room! Make Room! by  Harry Harrison [1966] // Science fiction : the 100 best novels : an English-language selection, 1949—1984. — London : Xanadu, 1985. — ISBN 094776111X.
- Shapiro-Hafid B. “Make Room! Make Room!” and a The Politics of Contraception (англ.). A Study of the Hollow Earth Exploring forgotten realms of literature (24 июля 2013). Дата обращения: 18 июня 2025.
- Stover L. Harry Harrison. — Boston : Twayne Publishers. A Division of G. K. Hall & Co, 1990. — xviii, 141 p. — (Twayne’s United States Authors Series; TUSAS 560). — ISBN 0-8057-7603-6.